# Bełty II
Bełty II (Jodzieszko) – polski herb szlachecki odmiana herbu Bełty.

## Opis herbu
Opis zgodnie z klasycznymi regułami blazonowania:
W polu czerwonym dwa bełty srebrne w krzyż skośny, piórami w lewo. 
Klejnot: trzy pióra strusie.

## Herbowni
Jodzieszko, Kierdey, Radziwonowski.